# Johann Barthold Saß
Johann Barthold Saß, auch Sass (* 25. Oktober 1811 in Neuendorf; † 11. Juli 1883 in Altona) war ein deutscher Lehrer, Schulbuchautor und Philanthrop.

## Leben
Johann Barthold Saß war ein Sohn des Tagelöhners Barthold Sass aus Heinholt und dessen Ehefrau Gesche, geborene Stahl, aus Neuendorf. Vom siebten Lebensjahr bis zur Konfirmation besuchte er regelmäßig eine Schule. Während andere Kinder des Landvolks in der Sommerzeit bei der Ernte helfen mussten, durfte Saß auch während dieser Monate zum Unterricht gehen. Er lernte bei M. C. Petersen, der sein Rechentalent förderte, das früh zu erkennen war. Im Frühjahr 1827 ging er zur Konfirmation. Danach half er Petersen einige Wochen in einer Elementarklasse. Ab Ostern 1827 arbeitete er als Gehilfe des Organisten N. M. Nielsen in Herzhorn und bereitete sich auf das Lehrerseminar vor. Nach der Aufnahmeprüfung am Lehrerseminar in Tondern an Ostern 1830 musste er älteren Bewerbern den Vortritt lassen und konnte die Ausbildung erst ein Jahr später beginnen. Ostern 1834 verließ er die Bildungseinrichtung mit einem Prädikatsexamen. Danach bekam er eine Stelle als Substitut (= Stellvertreter) für den erkrankten Lehrer Carstensen an einer Schule in Brunsbüttelerhafen.
Im Juli 1834 wechselte Saß als Lehr- und Erziehungsgehilfe des Katecheten Carsten Eggers zum Altonaer Waisenhaus. Eggers vermittelte ihm zwei Monate später eine Stelle als Vierter Lehrer an der Altonaer Waisen- und Freischule. Zu Ostern 1836 wurde er zum Dritten, im Herbst 1839 zum Zweiten Lehrer befördert. Nachdem in Altona eine 2. Freischule eröffnet worden war, arbeitete Saß dort ab November 1842 als Lehrer für Oberknaben. Seine Dienstzeit endete auf eigenen Wunsch im April 1866. Dabei verzichtete er selbst auf ein Ruhegehalt.
Saß gehörte mehreren städtischen Gremien Altonas an. Er wirkte zwölf Jahre als Stadtverordneter und in der Kämmerei- und Finanzkommission. Darüber hinaus engagierte er sich als Gemeindevertreter und Kirchenältester und verwaltete eine von ihm geschaffene Stiftung. Ein Schlaganfall 1875 schwächte ihn dauerhaft. Er stellte daher diese Tätigkeiten schrittweise ein. Sein Lebenslauf und beruflicher Werdegang war somit der eines gewöhnlichen Volksschullehrers in der ersten Hälfte des 19. Jahrhunderts.
Saß war verheiratet mit Margarethe Boysen (* 26. April 1806 im Herzogtum Schleswig; † 13. Mai 1882 in Altona). Die Ehe blieb kinderlos.

## Lehrbücher
Zu lexikalischer Relevanz verhalfen Saß seine äußerst erfolgreichen Schulbücher, die er lebenslang überarbeitete. Von Bedeutung waren auch seine philanthropischen Stiftungen. Er begann 1838 mit einem Rechenbuch, dass sein Unterstützer und der Stadtschullehrer Hansen aus Altona herausgaben. 1840 schrieb er erstmals ein eigenes Buch, das 500 Seiten umfasste und als Rechenbuch für Schulen erschien. Folgende Neuauflagen des Buches trugen den Titel Zweites Übungsbuch fürs schriftliche Rechnen. 1841 folgte ein Erstes Übungsbuch fürs schriftliche Rechnen in Volksschulen. Eine Vorschule zu dem Rechenbuch für Volksschulen. Aus demselben Jahr stammte der Beitrag zu einem zweckmäßigen Rechenunterricht. Dieses Handbuch richtete sich an Pädagogen und beschrieb den Umgang mit den Übungsbüchern, erläuterte aber unabhängig davon grundlegende Methoden des Rechenunterrichts.
In den Folgejahren schrieb Saß mehrere weitere Übungsbücher. Außerdem bearbeitete er seine bestehenden Werke, wobei er die regionalen Verhältnisse von Münzen, Maßen und Gewichte beachtete. 1848 schrieb er ein Rechenbuch für Mädchen, das er ebenfalls wiederholt überarbeitete. Das Buch wurde bis zum Ende des 19. Jahrhunderts genutzt. Inhaltlich und didaktisch orientierte es sich an der Mathematik im Bereich der Haushaltsführung und in traditionellen Frauenberufen wie bspw. Näherinnen. Im 20. Jahrhundert überarbeiteten weitere Autoren die Übungsbücher. Gemeinsam mit den Inhalten des Rechenbuches für Mädchen erschienen sie vereint wieder als Rechenbuch für Volksschulen.
Saß’ Lehrwerke entwickelten sich in kurzer Zeit zur Standardliteratur in ganz Schleswig-Holstein und wurden teilweise zig-fach neu aufgelegt. Die in der Fachwelt einflussreiche Schleswig-Holsteinische Schulzeitung veröffentlichte fast ausschließlich begeisterte Rezensionen. Seine Werke ersetzen somit vorherige etablierte Lehrmittel wie jene von Jürgen Kroymann und Jakob Bendixen (1774–1849). Saß legte Wert darauf, dass Kopf- und Tafelrechnung in gleicher Weise gelehrt wurden. Darauf wies er in den Untertiteln seiner Werke hin. Die Schüler sollten nicht zu früh nur schriftlich mechanisch rechnen, wie es die bis dahin angewandten Lehrmethoden vorsehen. Saßes Ansatz wurde zunehmend positiv aufgenommen. Andere Pädagogen äußerten sich positiv insbesondere über die strenge methodische Gliederung und die zahlreichen Übungsaufgaben. Lobend erwähnten sie auch, dass Saß erstmals Lehrbücher geschaffen hatte, die sich auf die Anforderungen der Volksschulen Schleswig-Holsteins konzentrierten und das gesamte Themenspektrum abdeckten.
Saß hatte mit seinen Werken nachhaltigen Einfluss auf den Mathematikunterricht, anfangs an Volksschulen, später auch an Mittelschulen Schleswig-Holsteins sowie in Mecklenburg und Oldenburg. Seine Rechenbücher und deren Überarbeitungen kamen bis in die Jahre nach dem Ersten Weltkrieg zum Einsatz. Auch Neuerscheinungen konnten seine Werke über Jahrzehnte nicht verdrängen. Im Volksmund hieß es, dass man gut rechnen könne, wenn man „den Saß kann“. Lehrer liebten das Buch, da es sich im Unterricht als brauchbar erwies. Der Grund hierfür war, dass der Autor Aufgaben formulierte, in die er die Lebenswirklichkeit der Schüler sehr mit einbezog. Hinzu kam, dass er die Beispielrechnungen umgehend aktualisierte, bspw. bei Änderungen von Währungs- und Maßeinheiten. Nach seinem Schlaganfall übernahm das Kuratorium seiner Stiftung diese Aufgabe.
Saß' Hauptwerke erschienen teilweise in mehr als 100 Auflagen. Sie können aufgrund wechselnder Titel, geänderten Aufteilungen der Bände und verschiedenen Arten der Zählung nur philologisch präzise bestimmt werden. Zwischen 1896 und 1906 setzte er jährlich zwischen 34.000 und 54.000 Bücher ab. Insgesamt verkaufte er 423.000 Werke.
Saß, der bei Berufsbeginn mittellos war, verdiente mit seinen Büchern viel Geld. Dabei kam ihm die weite Verbreitung und die konstante Nutzung der Lehrmaterialien zugute. Außerdem veröffentlichte er alle Werke im Selbstverlag und erhielt daher den maximalen Gewinn. Er vermachte mehrere Teile des so erworbenen Vermögens und besaß darüber hinaus bei Lebensende ungefähr 250.000 Reichsmark.

## Stiftung
1857 gründete Saß die „Saß“-Stiftung und brachte ein Kapital von 11.250 Courantmark ein, was 13.500 Reichsmark entsprach. Die Stiftung sollte Witwen von Volksschullehrern in Holstein helfen. Saß sah vor, dass die Stiftung jedes Jahr Erlöse aus dem Vertrieb seiner Bücher erhalten sollte. Nach seinem Ableben sollte sie alle Verlagsrechte erhalten. Er verwaltete die Einrichtung bis 1875 alleine.
Da die Verkaufszahlen in der Phase zwischen der Schleswig-Holsteinischen Erhebung und der Gründung der Provinz Schleswig-Holstein sehr niedrig waren, sah Saß als Wirkungskreis der Stiftung zunächst nur Holstein vor. Hinzu kam, dass Lehrerwitwen im Herzogtum Schleswig eine Altersversorgung gezahlt wurde und sie daher nicht so bedürftig waren wie jene in Holstein. Später erhielten auch unschuldig in Not geratene Volksschullehrer Zahlungen der Stiftung. Ab dem Juli 1907 konnten Personen aus ganz Schleswig-Holstein Hilfe beantragen.
1885 betrug das Kapital der Stiftung über 100.000 Reichsmark, 1895 153.000 Reichsmark. Es handelte sich somit um eine ähnlich vermögende Stiftung wie die renommierter Bankiers und Industrieller Altonas. Die Arbeit der Stiftung endete aufgrund der Inflation im Jahr 1923. Im Vorjahr erschien eine letzte Annonce in der Schleswig-Holsteinischen Schulzeitung, in der die Stiftung Unterstützung anbote. Der Verlag der Stiftung publizierte 1926 ein neues Rechnungsbuch, in dem Saß jedoch nicht mehr genannt wurde.